# Xanadu (oprogramowanie)
Xanadu (oprogramowanie) – hipertekstowy projekt informatyczny, rozpoczęty w 1960 roku przez Teda Nelsona; przez magazyn „Wired” został określony mianem najdłużej trwającego vaporware w historii przemysłu komputerowego – w 1998 roku ciągle nie był ukończony, gdy w międzyczasie powstała i rozwinęła się World Wide Web, realizująca wiele z idei Xanadu.

## Historia
Jako świeży absolwent Harvardu, Nelson rozpoczął tworzenie systemu, który zawierał podstawowe idee tego, co potem stało się projektem Xanadu: procesor tekstu zdolny do gromadzenia wielu kolejnych wersji i pokazywania różnic między nimi. Chociaż procesor nie został ukończony, jego model wzbudził zainteresowanie i zainspirował innych informatyków.
Oprócz wdrożenia podstawowej idei Nelson chciał stworzyć mechanizm ułatwiający niesekwencyjne pisanie, w trakcie którego użytkownik mógł wybrać swoją własną ścieżkę w ramach elektronicznego dokumentu. Ideę tę przedstawił w liście do Association for Computing Machinery, nazywając ją zippered lists (błyskawiczne wykazy). Wykazy takie pozwoliłyby tworzyć złożone dokumenty budowane z fragmentów innych dokumentów – idea, którą określił potem mianem transkluzji. W 1967, pracując dla Harcourt, Brace, nazwał swój projekt Xanadu, na cześć poematu Kubla Khan Samuela Taylora Coleridge'a.
Ted Nelson opublikował swoje wizjonerskie idee w 1974 w książce "Computer Lib/Dream Machines" oraz w 1981 w "Literary Machines". "Computer Lib/Dream Machines" jest napisana w sposób niesekwencyjny: jest kompilacją losowo ułożonych myśli autora na rozmaite tematy, w tym i komputerów. "Computer Lib" zawiera myśli na tematy, które go irytowały, "Dream Machines" rozważa jego nadzieje dotyczące potencjału komputerów jako narzędzi wspomagających pracę artysty.
W 1972 Cal Daniels ukończył wersję demonstracyjną oprogramowania Xanadu, korzystając z komputera specjalnie wynajętego do tego celu przez Nelsona, jednak wkrótce fundusze Nelsona wyczerpały się. W 1974, z pojawieniem się sieci komputerowych, Nelson zrewidował swoje pomysły, określając Xanadu mianem scentralizowanego repozytorium informacji, któremu nadał miano docuverse.
Latem 1979 Nelson zawiózł grupę swoich zwolenników, którymi byli Roger Gregory, Mark Miller i Stuart Greene, do Swarthmore, do domu wynajętego przez Gregory'ego, gdzie rozważano drobiazgowo pomysły dotyczące Xanadu. Miller and Gregory utworzyli system adresowy oparty na liczbach pozaskończonych, nazwany tumblers, który pozwalał odwoływać się do dowolnej części pliku.
Grupa kontynuowała swoją pracę, jednak już na granicy bankructwa. W 1983 Nelson spotkał jednak Johna Walkera, założyciela Autodesk, i grupa podjęła prace nad Xanadu, korzystając z finansowego wsparcia Autodesku.
Programiści kierowani przez Gregory'ego ukończyli oprogramowanie napisane w języku C, chociaż nie pracowało ono tak poprawnie, jak tego oczekiwali. Nowa grupa programistów wynajęta z Xerox PARC postanowiła zatem napisać oprogramowanie na nowo w języku Smalltalk. Spowodowało to podział grupy Xanadu na dwie frakcje, zaś Autodesk wyznaczył termin ukończenia prac, który był poza zasięgiem zespołu. W sierpniu 1992 Autodesk zdystansował się od projektu, ten zaś przyjął nazwę Xanadu Operating Company, która borykała się z wewnętrznymi sporami i brakiem funduszy.
Charlie Smith, założyciel kompanii o nazwie Memex (od pomysłu Vannevara Busha), wynajął wielu programistów Xanadu i kupił licencję na Xanadu, jednak firma popadła wkrótce w kłopoty finansowe, zaś nieopłacani programiści odeszli, zabierając ze sobą komputery. W tym czasie rozwijała się już World Wide Web.
W 1998 Nelson uwolnił kod źródłowy w postaci projektu Udanax, w nadziei, że zastosowane w nim techniki i algorytmy pozwolą uwolnić się od niektórych patentów.

## Wpływ Xanadu
Wiele proponowanych cech Xanadu znalazło się w innych systemach hipertekstu, szczególnie WWW i systemach Wiki. Między innymi transkluzja jest praktykowana w dokumentach HTML, w postaci pływających ramek, zaś agregatory RSS dostarczają zestawienia stron złożonych z dokumentów znajdujących się w oddzielnych miejscach. Powoli rozwija się też system mikropłatności.

## Sieć WWW a Xanadu
Jest kilka powodów, dla których World Wide Web zyskuje szybko na popularności, a projekt Xanadu jest w zasadzie niemal zapomnianym fragmentem historii komputerów.

### Złożoność przeciw prostocie
Xanadu zawiera wiele skomplikowanych pomysłów. Transkluzja w Xanadu pozwala dokumentom zawierać dowolny fragment dowolnego innego dokumentu, gdy WWW pozwala jedynie łączyć kompletne dokumenty. Sieć jest zgodna z istniejącymi systemami plików, podczas gdy Xanadu wymagałoby prawdopodobnie skomplikowanych baz danych, które byłyby trudne w utrzymaniu.

### Prawa autorskie
Model transkluzji w Xanadu mógłby się okazać niepopularny wśród autorów. Pomimo zapewnienia, że autorzy otrzymywaliby wynagrodzenie za włączanie fragmentów ich prac do innych dokumentów, nie ma pewności, czy byliby wystarczająco imiennie honorowani jako autorzy w dokumentach, które by włączały ich prace. Wielu autorów sprzeciwia się użyciu ich pracy jako bazy dla dokumentów umożliwiających transkluzje, ale nie ma nic przeciwko zamieszczeniu w sieci ich kompletnych prac.

### Dostępność
Istotnym czynnikiem jest to, że WWW po prostu istnieje i funkcjonuje, gdy projekt Xanadu jest ciągle niekompletny.

## Pokrewne projekty w opracowaniu
- CosmicBook – http://xanadu.com/cosmicbook/
- ZigZag – http://xanadu.com/zigzag/
- PermaPub and PermaStore – http://xanadu.com/permapub/
- GZZ – http://www.nongnu.org/gzz/ wolna implementacja ZigZag

## Referencje
- The Curse of Xanadu, Wired – http://www.wired.com/wired/archive/3.06/xanadu.html
- Komentarze na temat artykułu w Wired – http://www.wired.com/wired/archive/3.09/rants.html
- Błędy w "The Curse of Xanadu", Theodor Holm Nelson, Project Xanadu – http://www.xanadu.com.au/ararat